# Canh tác giá thể

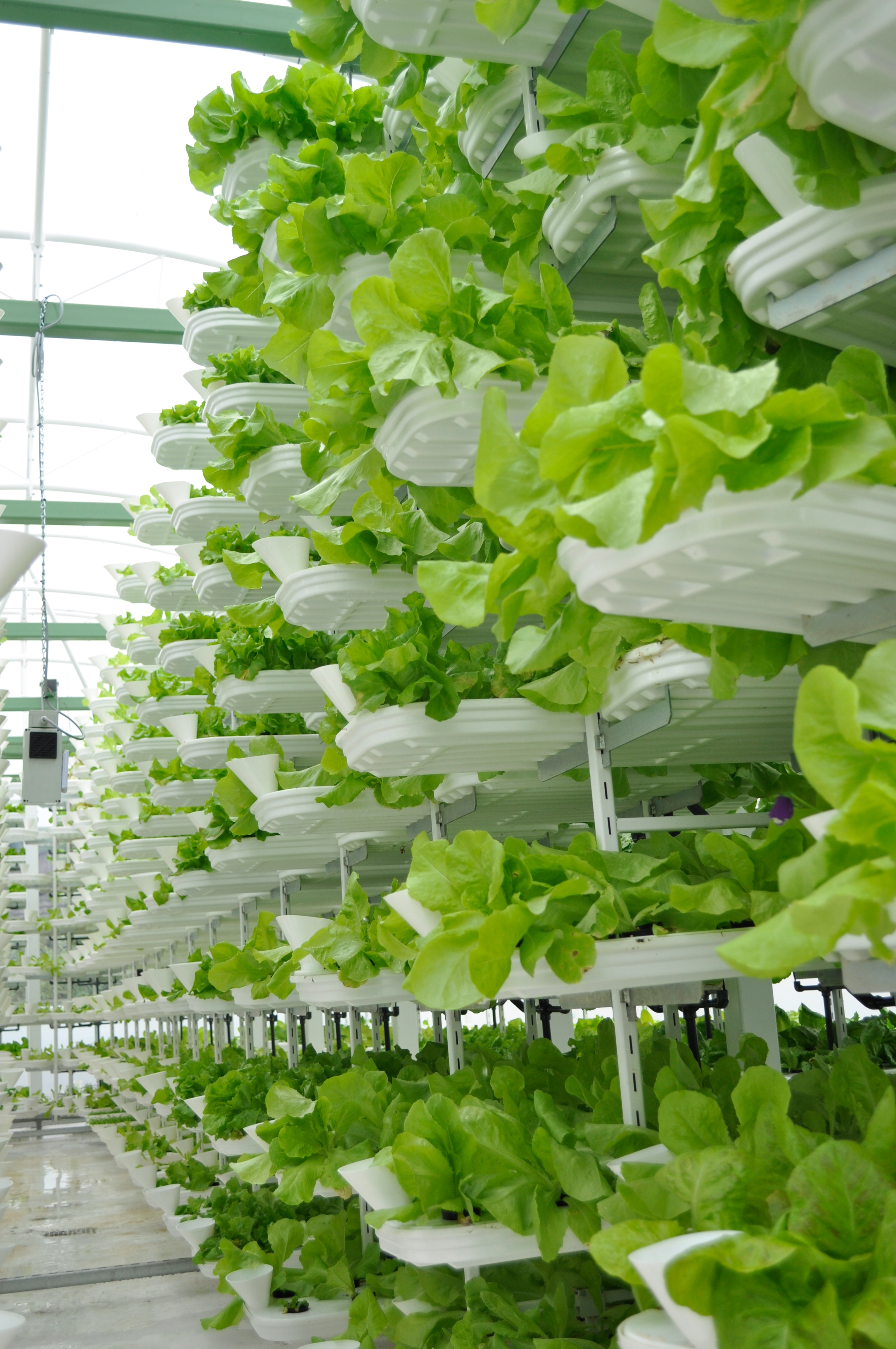
Canh tác theo chiều dọc

Canh tác giá thể hay canh tác theo chiều dọc (Vertical farming) hay nông nghiệp thẳng đứng là phương pháp canh tác trồng trọt theo các lớp giá thể xếp chồng lên nhau theo chiều dọc từ dưới lên trên Canh tác theo chiều thường kết hợp trong môi trường có kiểm soát (thường là nhà kính) nhằm mục đích tối ưu hóa sự phát triển của cây trồng và các kỹ thuật canh tác không sử dụng đất như thủy canh, và khí canh. Những cấu trúc được lựa chọn phổ biến để chứa các hệ thống canh tác thẳng đứng bao gồm các tòa nhà, công-te-nơ vận chuyển, đường hầm và hầm mỏ bỏ hoang. Tính đến năm 2020, có khoảng 30 ha (74 mẫu Anh) đất nông nghiệp đang hoạt động theo loại hình này trên thế giới. 

## Ra đời

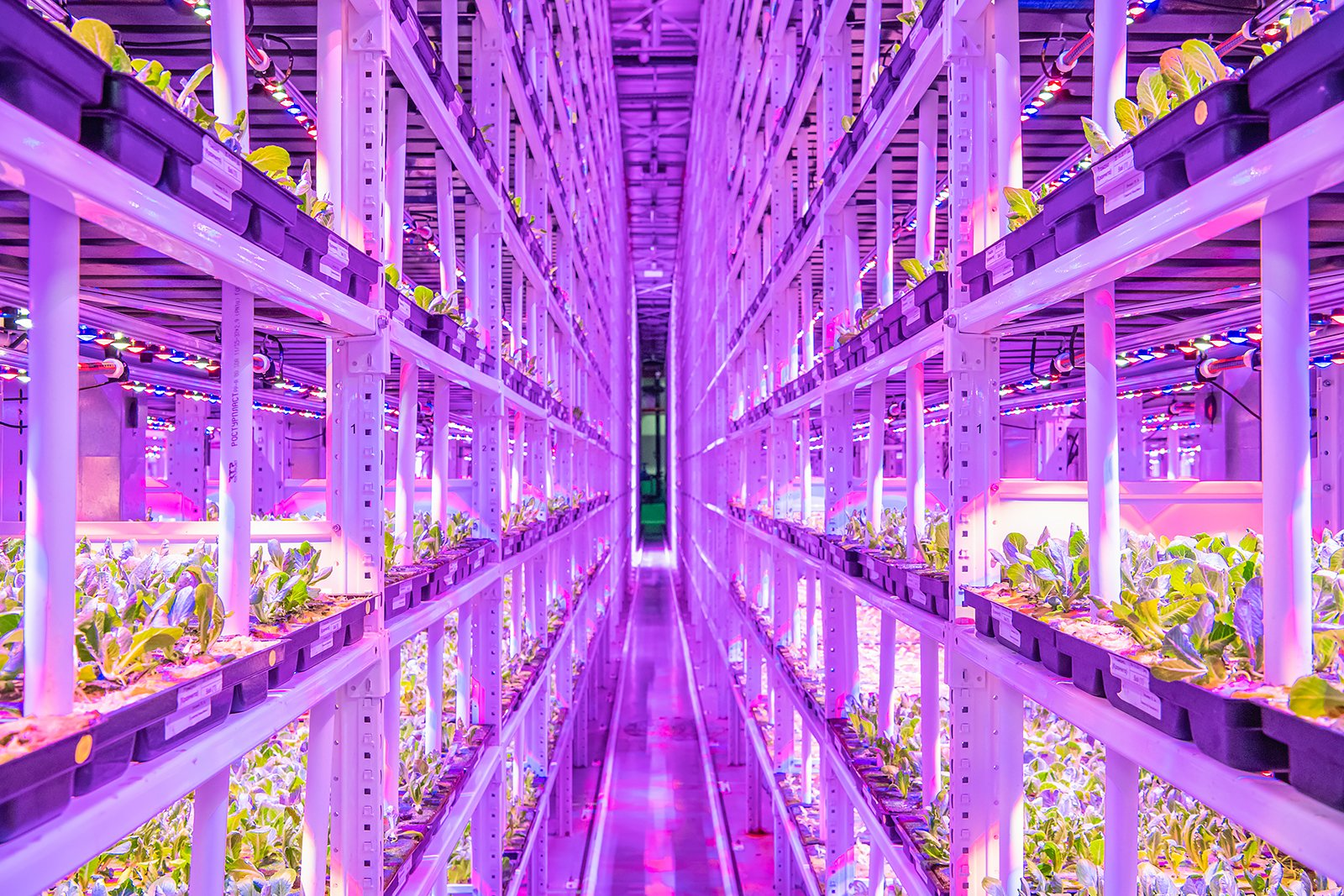
Một trang trại theo mô hình canh tác giá thể ở Nga, có thể thấy hệ thống đèn Led cực tím luôn sẵn sàng chiếu rọi 24/24

Khái niệm canh tác giá thể hiện đại được đề xuất vào năm 1999 do ông Dickson Despommier một giáo sư khoa Sức khỏe Cộng đồng và Môi trường tại Đại học Columbia. Giáo sư Despommier và các sinh viên của ông ta đã đưa ra thiết kế một trang trại chọc trời được quảng bá là có thể sản xuất ra lượng lương thực đủ để nuôi sống 50.000 người Mặc dù thiết kế vẫn chưa được đi vào triển khai thi công xây dựng, nhưng đề xuất này đã phổ biến cho sự thành công ý tưởng canh tác theo chiều dọc. 
Kỹ thuật này là trồng cây theo mô hình 3D thay vì 2D như trồng cây trên ruộng đồng hoặc trong nhà kính. Canh tác giá thể có thể được thực hiện trong các tòa nhà cao tầng hoặc trong các container ở đó các lớp được xếp chồng lên nhau để tận dụng không gian. Trong mô hình này công nghệ điều khiển môi trường nông nghiệp (CEA) được sử dụng để tạo môi trường phù hợp cho từng loại cây. Mục tiêu chính của mô hình này là tối đa sản lượng thực phẩm trên một đơn vị diện tích.

## Ưu điểm

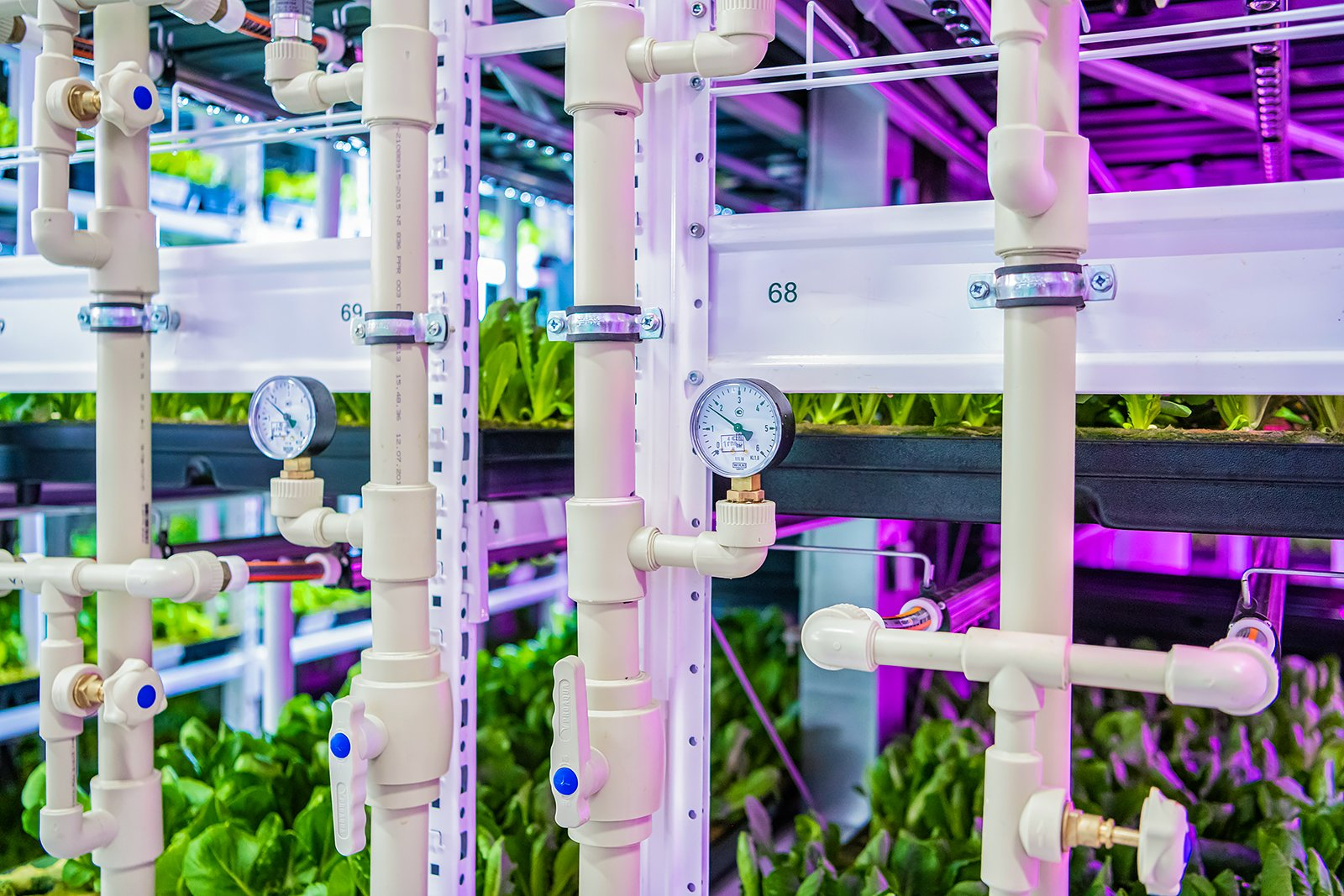
Hệ thống máy móc trang bị hiện đại để duy trì nhiệt độ, độ ẩm, áp suất thích hợp cho sự sinh trưởng của cây trồng

Ưu điểm chính của việc sử dụng các công nghệ canh tác thẳng đứng là tăng năng suất cây trồng đi kèm với yêu cầu diện tích đất cần để trồng trọt nhỏ hơn. Một lợi thế khác là tăng khả năng canh tác nhiều loại cây trồng hơn cùng một lúc vì cây trồng không chia sẻ cùng một mảnh đất trong khi phát triển do nhiều phương pháp dựa trên giá thể. Ngoài ra, cây trồng có khả năng chống lại sự gián đoạn của thời tiết do được trồng trong nhà, có nghĩa là cây trồng ít bị ngót do thời tiết khắc nghiệt hoặc bất thường. Do sử dụng đất hạn chế nên canh tác thẳng đứng ít ảnh hưởng đến hệ thực vật và hệ động vật bản địa hơn, giúp bảo tồn hệ động thực vật địa phương hơn nữa. Người trồng không còn lo sâu bọ, cỏ dại phá hại mùa màng nên không cần sử dụng thuốc trừ sâu, thuốc diệt cỏ,  trong một môi trường được kiểm soát khép kín, hơi ẩm do thực vật tiết ra sẽ được máy hút ẩm thu thập, tái chế để làm nước tưới.

## Nhược điểm

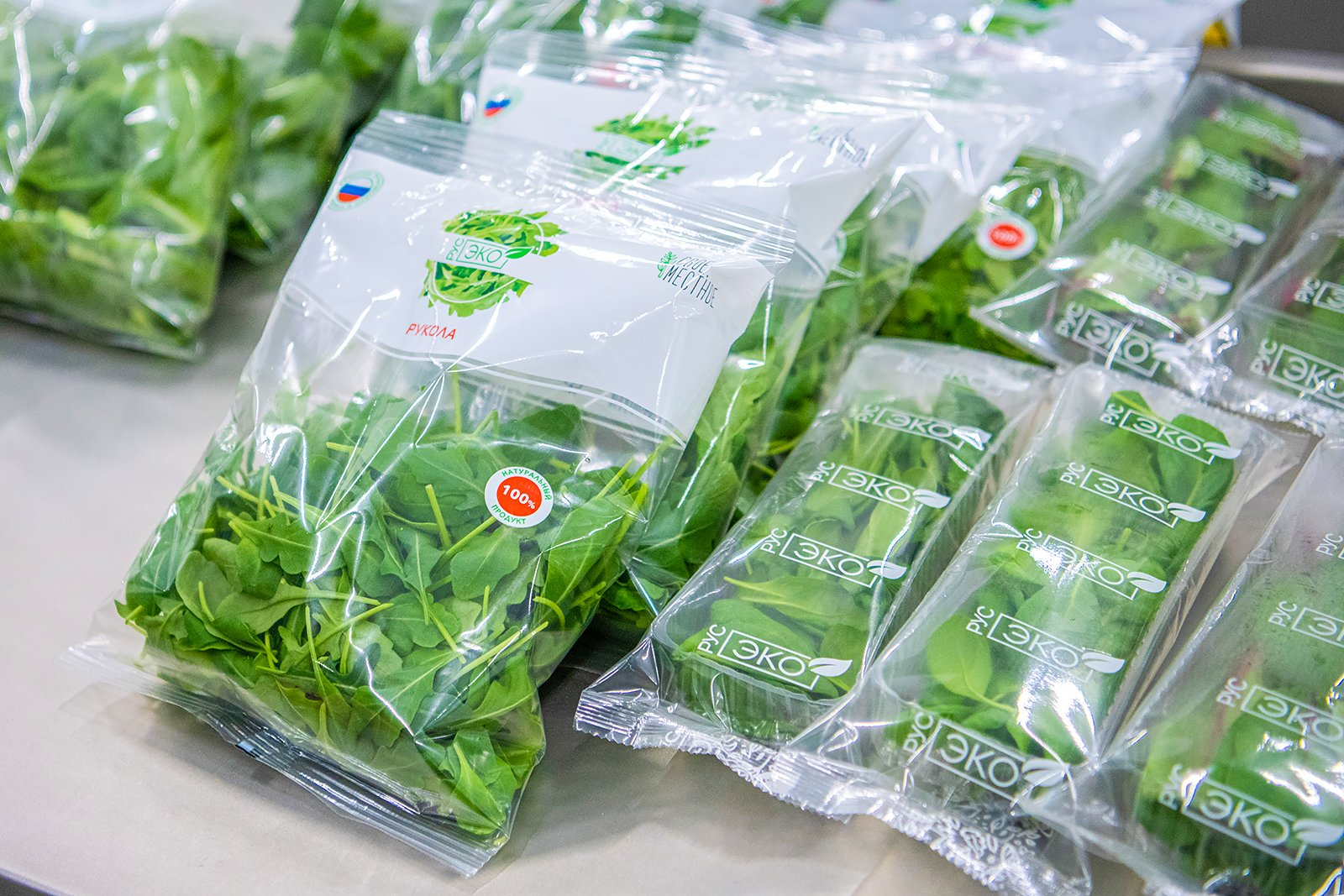
Một sản phẩm rau sạch theo công nghệ giá thể được bày bán, giá thành đầu ra để bù đắp chi phí luôn là bài toán hóc búa

Mô hình này cũng có những nhược điểm như chi phí đầu tư xây dựng ban đầu rất tốn kém và hiệu quả kinh tế của mô hình cần phải có thời gian để tạo dựng, chi phí bỏ ra cho các nông trại loại này vượt quá giá trị các sản phẩm nông nghiệp chúng làm ra. Đối với những cây trồng cần thụ phấn thì quá trình thụ phấn sẽ rất khó khăn hoặc tốn kém, việc sử dụng côn trùng như ong để thụ phấn cho những trang trại trong nhà kính và nó rất khó khăn trong việc duy trì đàn ong. Chi phí cho lao động cao hơn vì cần những công nhân được đào tạo bài bản, có hiểu biết về công nghệ, do sự phụ thuộc rất nhiều vào công nghệ, và công nghệ phụ thuộc nhiều vào sự tiến bộ của khoa học như hiệu quả sử dụng năng lượng của các đèn LED ánh sáng đơn sắc cao nhất hiện này tầm 40% tức là 60% năng lượng vẫn chưa có hiệu quả, giá thành của thiết bị đèn LED phụ thuộc nhiều vào ngành vật liệu, chi phí cho các sensor còn cao. Khi trồng cây trong nhà, điện là rất quan trọng nếu mất điện trong thời gian kéo dài thì toàn bộ cây trồng có thể chết.